# Rosario Picone
Rosario Picone (Centuripe, 18 gennaio 1959) è un allenatore di calcio ed ex calciatore italiano, di ruolo difensore.

## Carriera

### Giocatore
Cresciuto nel settore giovanile del Catania, ha fatto il suo esordio in prima squadra il 29 aprile 1979 nella partita di Serie C1 Catania-Benevento vinta 1-0 dagli etnei.
La stagione successiva passa al Ragusa in Serie C2 per far ritorno al Catania in Serie B nella stagione 1980-1981. Con i rossazzurri disputa altre nove stagioni, sette in Serie B e due in Serie C1, con una parentesi di un anno nella stagione 1983-1984, in cui passa in prestito al Rende in Serie C1.
Nella stagione 1986-1987 disputa 3 gare del campionato di Serie B in seguito alla rottura del menisco nel corso della partita di Coppa Italia Catanzaro-Catania. L'anno successivo torna al centro della difesa rossazzurra in Serie C1, concludendo la militanza nella formazione etnea nel 1989, quando passa all'Atletico Leonzio in Serie C2.
A Lentini disputa tre stagioni in Serie C2 fino al 1991-1992, anno in cui è anche preparatore atletico della squadra e dà avvio alla sua carriera di preparatore e allenatore. Nella sua carriera da calciatore Picone ha collezionato 182 presenze tra i campionati di Serie B, Serie C1 e Serie C2 e 6 in Coppa Italia.

### Allenatore
Mentre è ancora integrato nella rosa della prima squadra dell'Atletico Leonzio, nella stagione 1991-1992 Picone entra a far parte dello staff tecnico guidato da mister Osvaldo Jaconi col ruolo di preparatore atletico. Con la squadra lentinese conquista la promozione in Serie C1 nella stagione successiva.
Nell'estate del 1993 l'allora presidente Franco Proto decide di trasferire la società a Catania, in seguito alla radiazione del Catania dai campionati professionistici e con lo scopo di mantenere una società catanese nel calcio professionistico. Essendo scaduti i termini per i cambi di sede e ragione sociale, il presidente Proto iscrive la Leonzio al campionato di Serie C1 e una nuova squadra denominata Catania '93 al Campionato Nazionale Dilettanti 1993-1994, per poi operare nella stagione successiva lo scambio di titoli sportivi.
Picone entra a far parte dello staff tecnico della neonata società Catania '93 iscritta al CND 1993-1994. Nella stagione successiva ricopre lo stesso ruolo nella società che nel frattempo è iscritta al campionato di Serie C1 1994-1995 in seguito allo scambio di titoli sportivi programmato dal presidente Proto e denominata Atletico Catania.
Per quattro stagioni Picone rimane nell'Atletico Catania come preparatore atletico e come vice allenatore di Francesco D'Arrigo e Angelo Orazi, raggiungendo la semifinale dei play-off nella stagione 1997-1998. Nel mese di dicembre del 1998, esordisce come allenatore sulla panchina del Canicattini in Promozione, centrando subito la promozione in Eccellenza.
Nella stagione successiva, 1999-2000, fa ritorno all'Atletico Catania come terapista della riabilitazione prima e poi come vice allenatore quando Salvatore Bianchetti rileva Gregorio Mauro sulla panchina della squadra etnea. Assume infine la guida della prima squadra dopo l'esonero di Salvatore Bianchetti centrando la salvezza ai play-off ai danni della Juve Stabia.
L'anno successivo è responsabile del settore giovanile e nel mese di febbraio 2001 viene chiamato di nuovo alla guida della prima squadra in seguito all'esonero di Adriano Cadregari. La stagione finisce con la retrocessione in Serie C2 dopo i play-out.
Nella stagione 2001-2002 Picone fa ritorno al Catania per trascorrere un biennio come allenatore della formazione Primavera. Nel 2003-2004 è alla guida del Gela in Serie C2 dove arriva l'esonero dopo nove giornate con la squadra in settima posizione.
Nel mese di febbraio 2007 è chiamato sulla panchina del Giarre in Serie D al posto di Rosario Foti ma dopo aver raggiunto i play-out la squadra non riesce ad evitare la retrocessione in Eccellenza.
Conclusa l'esperienza di allenatore, successivamente diviene professore di educazione fisica.